# Suzuki Mighty Boy
Suzuki Mighty Boy — грузопассажирский автомобиль, выпускавшийся с 1983 по 1988 год японской компанией Suzuki.

## Описание

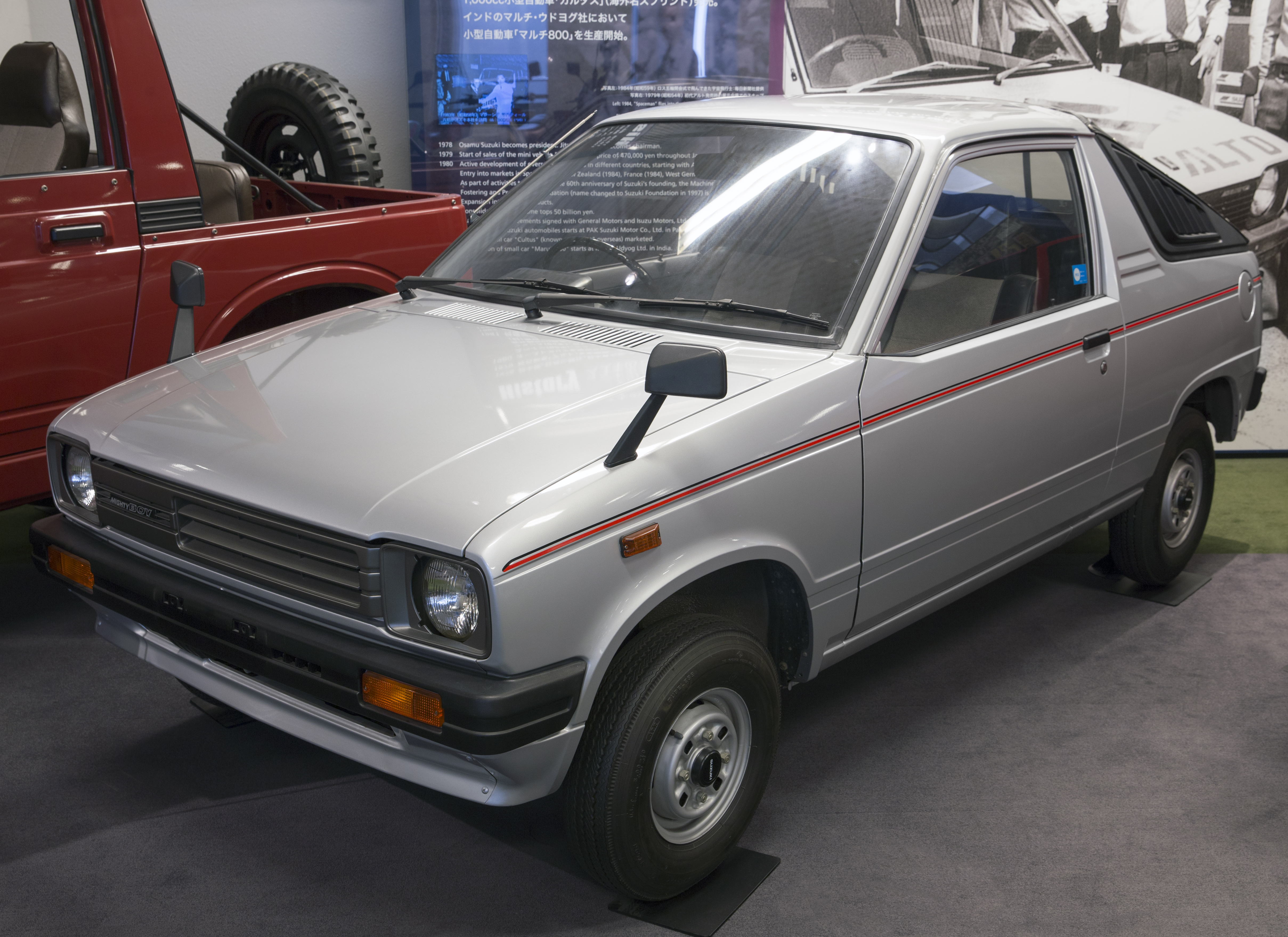
Mighty Boy PS-QL

Впервые Suzuki Mighty Boy (SS40T) был представлен в феврале 1983 года. Прародителем стал Suzuki Cervo. Длина платформы — не более 600 мм. Сиденья в салоне откидные.
Mighty Boy оснащался 543-кубовым атмосферным рядным двигателем SOHC (F5A) с одним карбюратором. Степень сжатия двигателя составляет 8,5:1, мощность — 21 кВт (28 л. с.) при 6000 об/мин по стандарту JIS. Коробка передач — четырёхступенчатая механическая или же двухступенчатая автоматическая (опционально).
До фейслифтинга автомобили Suzuki Mighty Boy оснащались 10-дюймовыми колёсами и имели горизонтальную ребристую радиаторную решётку, идентичную Cervo. Фары — круглые герметичные. Приборная панель, сиденья и рулевое колесо были позаимствованы у Alto Van (SS40V).
Модельный ряд состоял из двух вариантов, в значительной степени соответствующих Cervo CS и CS-D/CS-QD:
- PS-A — базовая модель с 10-дюймовыми колёсами. Коробка передач — четырёхступенчатая механическая.
- PS-L/PS-QL — модели с ковшеобразными сиденьями, хромированными рулевыми рельсами, тентом и тахометром. Коробка передач — двухступенчатая автоматическая (у PS-QL).

В начале 1985 года Mighty Boy прошёл рестайлинг. Изменения коснулись радиаторной решётки и зеркал заднего вида. Мощность двигателя увеличена до 23 кВт (31 л. с.) при 6000 об/мин (на австралийском рынке — 22,7 кВт (30,4 л. с.) при 6000 об/мин), крутящий момент — 43 Н⋅м при 3500 об/мин (на австралийском рынке — 43,1 Н⋅м при 3500 об/мин). Коробка передач — пятиступенчатая механическая.
К январю 1988 года Mighty Boy был снят с производства.

## Экспортные рынки

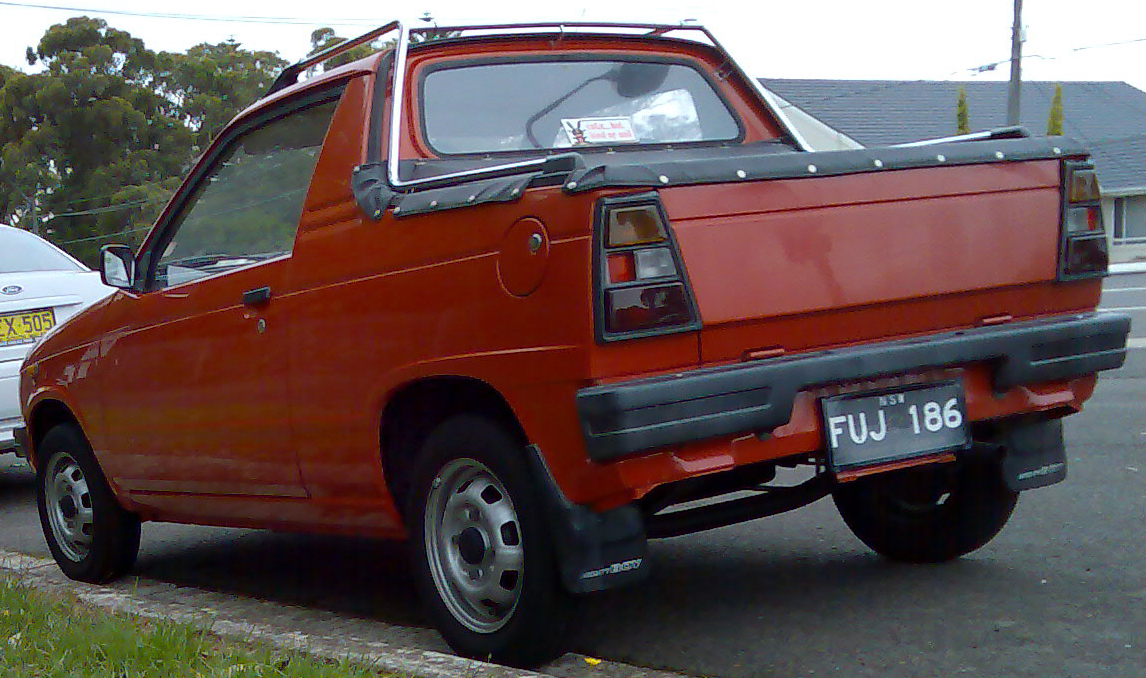
Mighty Boy с рейлингами, Австралия

С 1985 по 1988 год автомобили Suzuki Mighty Boy поставлялись в Австралию и Кипр. На австралийском рынке автомобили продавались в комплектациях PS-A и PS-QL с хромированными рейлингами на крыше, ковшеобразными сиденьями и 12-дюймовыми колёсами. 
Всего было импортировано около 2800 моделей. Импортёры: Suzuki и Ateco.